# Is There Something I Should Know?
Is There Something I Should Know? is een nummer van de Britse band Duran Duran uit 1983. Op 14 maart van dat jaar werd het nummer op single uitgebracht.
De plaat gaat over een man die voelt dat er iets mis is in zijn relatie, en dat zit hem dwars.

## Achtergrond
"Is There Something I Should Know?" werd een hit in een aantal landen. In thuisland het Verenigd Koninkrijk wist de plaat de nummer 1-positie in de UK Singles Chart te bereiken. De plaat betekende ook de doorbraak voor Duran Duran in andere landen. Zo ook in het Nederlandse taalgebied.
In Nederland was de plaat op vrijdag 1 april 1983 Veronica Alarmschijf op Hilversum 3 en werd een radiohit in de destijds drie hitlijsten op de nationale publieke popzender, waar het de eerste top 40-hit voor de band was. De plaat bereikte de 14e positie in de Nederlandse Top 40, de 18e positie in de TROS Top 50 en de 24e positie in de Nationale Hitparade. In de Europese hitlijst op Hilversum 3, de TROS Europarade werd de 16e positie bereikt.
In België bereikte de plaat de 16e positie in zowel de Vlaamse Ultratop 50 als 
de Vlaamse Radio 2 Top 30.